# Ctenomys emilianus
Espèce
Statut de conservation UICN

 LC  : Préoccupation mineure
Ctenomys emilianus est une espèce qui fait partie des rongeurs de la famille des Ctenomyidae. Comme les autres membres du genre Ctenomys, appelés localement des tuco-tucos, c'est un petit mammifère d'Amérique du Sud bâti pour creuser des terriers. Ce rongeur est endémique d'Argentine où il est considéré comme étant presque en danger par l'UICN.
L'espèce a été décrite pour la première fois en 1926 par le zoologiste britannique Michael Rogers Oldfield Thomas (1858-1929) et Jane St. Leger.